# Sattleria basistrigella
Sattleria basistrigella is een vlinder uit de familie van de tastermotten (Gelechiidae). De wetenschappelijke naam van de soort is voor het eerst geldig gepubliceerd in 1934 door Müller-Rutz.